# Nikolaas-Jan Rouppe

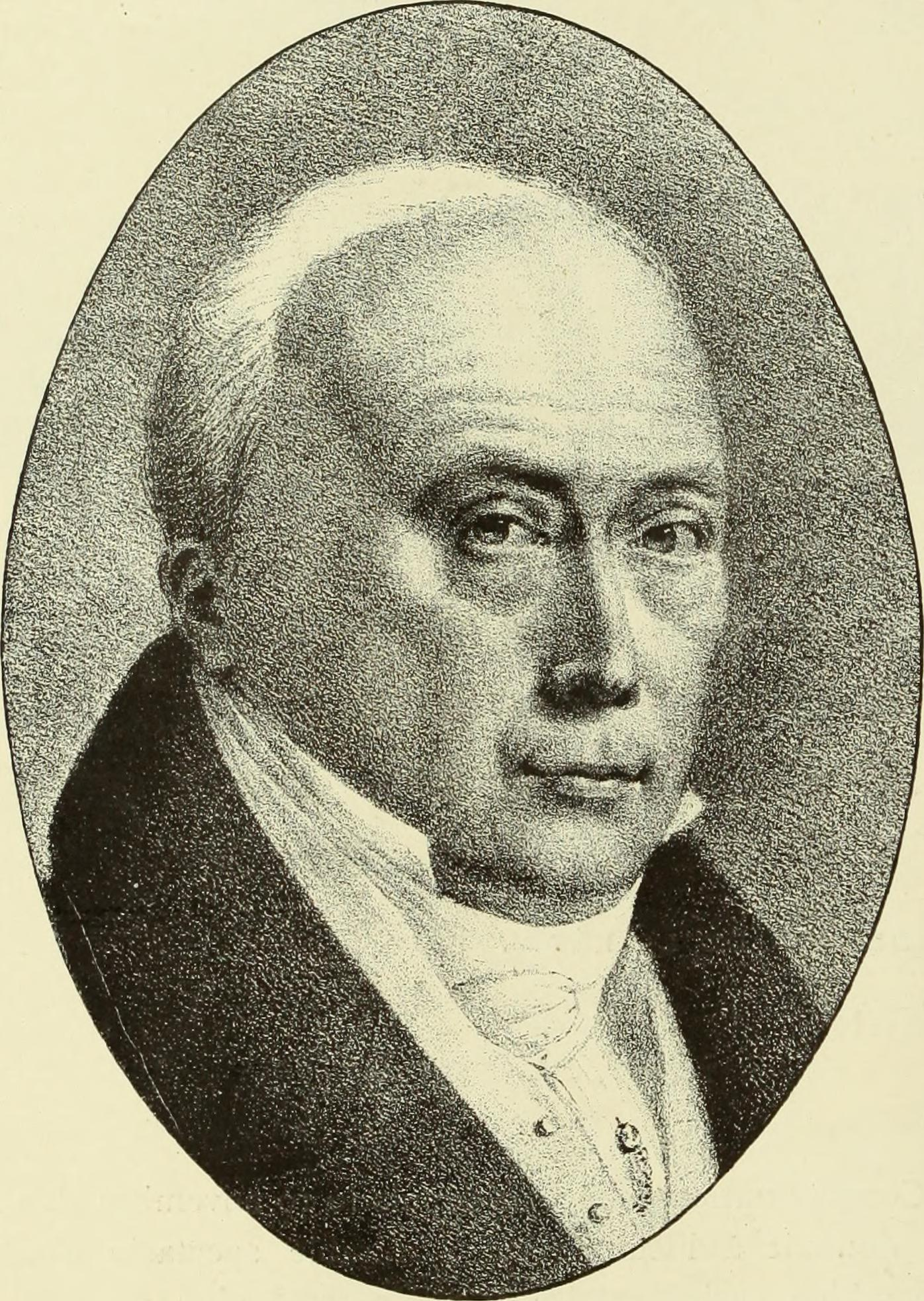
Nikolaas Rouppe

Nikolaas-Jan Rouppe (Frans: Nicolas Jean Rouppe) (geboren en gedoopt Rotterdam, 17 april 1768 als Nicolaus Joannes Rouppe - Brussel, 3 augustus 1838), was een Belgisch liberaal politicus. Hij was de eerste burgemeester van Brussel na de Belgische Revolutie.

## Levensloop
Rouppe was een telg uit een rooms-katholieke familie die afkomstig was uit Zwitserland en zich in de Elzas had gevestigd. Zijn vader Ludovicus trok naar de Nederlandse republiek en werd in Rotterdam opperchirurgijn bij de Admiraliteit. In 1762 behaalde hij de graad van doctor in de geneeskunde. Ludovicus Rouppe (Boulay 1728 - Rotterdam 1815) was getrouwd met Engeline Kocks (Rotterdam 1744 - Lier 1820). Het gezin telde elf kinderen, van wie Nikolaas de tweede was. Hijzelf bleef ongehuwd.
In 1787 begon Nikolaas aan een priesterstudie in het Hollands College in Leuven, met het vooruitzicht naar de Bataafse missies te vertrekken. Ingevolge de problemen gerezen tussen het Oostenrijks bestuur en de universiteit, verhuisde Rouppe naar de Universiteit van Dowaai waar hij in juni 1789 het licentiaatsdiploma in de filosofie behaalde. In 1790 was hij weer in Leuven en ingeschreven in de faculteit theologie. Hij bleef daar tot in de zomer van 1794. In het voorjaar was hij tot onderdiaken gewijd en verkreeg hij de diploma's van baccalaureus currens en baccalaureus formatus. De rector van Leuven stuurde hem vervolgens naar Parijs, om er in de École normale supérieure verder te studeren (oktober 1794 tot mei 1795). Rouppe werd tot lector benoemd aan de universiteit, maar van doceren kwam in deze ongeordende periode niets terecht. Hij was ook stilaan door de revolutionaire ideeën aangegrepen en zegde de geestelijke staat vaarwel .

## Frans ambtenaar
Vanaf 1 juni 1795 werd Rouppe adjunct-secretaris van de municipaliteit van Leuven. In zijn redevoeringen klonk duidelijk zijn trouw aan het Franse regime. Hij zat ook de eerste burgerlijke huwelijken voor in Leuven. Op 15 december 1795 werd hij commissaris voor het Directoire Exécutif bij het Leuvense stadsbestuur. Hij lokte een rel uit door in het stadhuis van Leuven het eeuwenoude kruisbeeld dat er hing stuk te slaan.
In maart 1796 werd hij commissaire du pouvoir exécutif benoemd voor Brussel en installeerde hij in 1797 het nieuwe stadsbestuur. Hij trad streng op om de wetten van de republiek te doen handhaven. Anderzijds, na advies van de hogere overheid, aanvaardde hij de heroprichting van de loge Les Vrais Amis de l'Union en werd er zelf lid van.
Hij was een vijand van de invloedrijke commissaris voor het Dijledepartement, Mallarmé en hij zou aan het kortste einde hebben getrokken, was hij in Parijs niet gesteund geweest door de minister van Binnenlandse zaken en vervolgens van Justitie, de Leuvenaar Charles Lambrechts. Het was uiteindelijk Mallarmé die in 1799 in ongenade viel en Rouppe werd zijn opvolger. Hij bond onmiddellijk de strijd aan tegen de partizanen (van wie men twijfelde of ze vrijheidsstrijders waren dan wel misdadigers) en versloeg hun leider, Charles de Loupoigne. Deze sneuvelde op 30 juli 1799, terwijl Rouppe van zijn paard viel en langdurig moest herstellen.
Na 18 Brumaire verloor hij zijn prominente functie. In maart 1800 werden prefecten benoemd in vervanging van de 'commissaires' en Rouppe was werkloos. Wel werd hij, op voordracht van de nieuwe prefect Doulcet de Pontécoulant, tot lid benoemd van de prefectuurraad.

## Onder consulaat en keizerrijk
Kort daarop werd de burgemeester van Brussel, Paul Arconati-Visconti, ziek en Rouppe werd in juli 1800 in zijn plaats benoemd. Hij was in 1797 een van de medeoprichters geweest van de Loge Les Amis Philanthropes en was er, na andere functies, in juni 1800 tot Achtbare Meester aangesteld. Zijn burgemeesterschap verhinderde hem echter een actieve rol te spelen. Hij nam maar zelden aan de bijeenkomsten deel, de trouwens minder talrijk werden en na een jaar werd hem meegedeeld dat men zijn ontslag verwachtte. Hij was, zoals de historicus van deze loge, Louis Lartigue het zegde, een 'louter decoratieve leider' en een 'vadsige koning' geweest. Als burgemeester kwam hij al snel in dispuut met de centrale overheid. Eerst ging hij de confrontatie aan met minister van Oorlog Berthier over de eigendom van de geslechte omwallingen, waar duizenden kostbare bomen groeiden. Vervolgens dwarsboomde Rouppe minister van Politie Fouché in verband met de arrestatie van twee notabele handelaars, Aerts en Goffin, die van smokkel werden verdacht en in het kasteel van Ham werden opgesloten. Hij richtte een verzoekschrift tot het Tribunaat, dat ondanks steun van Benjamin Constant werd afgewezen. Rouppe werd in januari 1802 naar Parijs ontboden, ondervraagd, afgezet en gevangengenomen. In april werd hij, na een stevige bolwassing, weer vrijgelaten, doch met verbod binnen een straal van 30 kilometer rond Parijs of Brussel te komen. Niettegenstaande deze verbanning verkozen de Brusselaars hem de volgende maand unaniem tot vrederechter, maar het centraal gezag aanvaardde dat niet. Rouppe diende Brussel te verlaten en ging in Aken verblijven. Na aandringen uit diverse hoeken gaf de minister toch toe en mocht hij in september 1802 terugkeren om zijn ambt op te nemen.
In de volgende jaren werd hij een notabele ingezetene van Brussel. Hij behoorde tot het kiezerskorps en tot de hoogste belastingbetalers. Hij werd lid van het Weldadigheidsbureau en beheerder van het bedelaarswerkhuis 'Ter Kameren'. Hij werd lid van de garde d'honneur en, als adjudant van Prins de Ligne werd hij op 21 juli 1803 aan Bonaparte voorgesteld. Hij mocht ook, als een van de vertegenwoordigers van het Dijledepartement in Parijs de keizerskroning bijwonen in december 1804. Rouppe wilde na het vrederechterschap secretaris-generaal van het departement worden. Hoewel hij onvoorwaardelijk gesteund werd door de aartsbisschop van Mechelen en door enkele parlementsleden, lukte het niet. Hij had evenmin geluk toen hij zich kandidaat wilde stellen voor het Corps législatif. Hij begon dan maar aan een nieuwe termijn als vrederechter. Omdat hij al minstens drie jaar als homme de loi had gefungeerd, kreeg hij in september 1805 het diploma van licentiaat in de rechten. Kort daarop, einde 1805, trad hij vrijwillig in het leger van Lodewijk Napoleon in Nederland. Dit duurde maar enkele weken, waarna hij naar Brussel terugkeerde, het ambt van vrederechter weer opnam en actief werd als officier in de Brusselse burgerwacht.
Vanaf 1 maart 1806 cumuleerde hij zijn vrederechterschap met het ambt van inspecteur-generaal van de centrale gevangenis in Vilvoorde. Op korte tijd maakte hij er een modelinrichting van, zowel op het gebied van de hygiëne als van de discipline. Hij kreeg daarenboven ook nog een functie als belastingontvanger toegeschoven.

## Verenigd Koninkrijk der Nederlanden
Rouppe had, zoals de meeste ambtenaren, geen moeite om de rug toe te keren aan het keizerrijk en zich loyaal op te stellen tegenover Willem I.
Nochtans werden hem tijdens het Verenigd Koninkrijk der Nederlanden geen openbare functies meer aangeboden.
Zodoende verdween hij in grote mate uit het openbaar leven. Hij werd advocaat, las het regeringsblad Le Courrier des Pays-Bas en tekende in op aandelen van de Algemeene Nederlandsche Maatschappij. Hij werd bevriend met Louis de Potter en evolueerde dus waarschijnlijk naar de oppositie tegen Willem I.

## Het Belgisch koninkrijk
In de augustusdagen 1830 trad Rouppe opnieuw voor het voetlicht. Op 28 augustus 1830 was hij een van de ondertekenaars van het adres aan Willem I en behoorde hij tot degenen die met kroonprins Willem onderhandelden. Hij was vooral zeer actief in het leiden en kanaliseren van de volksmassa. De kroonprins benoemde een commissie die hem advies moest geven en Rouppe maakte er deel van uit. De bestuurlijke scheiding tussen Noord en Zuid werd stilaan als een noodzaak erkend. De onrust nam toe en toen ze einde september naar een hoogtepunt ging, vluchtte Rouppe naar Frankrijk. Ondertussen, op 21 september, besliste Charles Rogier een Voorlopig Bewind op te richten. Rouppe keerde terug en op 4 oktober benoemde het Voorlopig Bewind hem tot burgemeester van Brussel. Dit werd op 22 oktober bevestigd door de kiezers die hem 497 stemmen gaven, tegen 468 voor de orangistische markies Georges de Trazegnies.
Op 4 november werd hij, enigszins met de hakken over de sloot, verkozen tot plaatsvervangend lid voor het Nationaal Congres, mandaat dat op 14 februari 1831 effectief werd door het ontslag van Ferdinand Cornet de Grez. Hij nam deel aan de besprekingen, hoewel toch niet met grote inzet, want bij verschillende belangrijke stemmingen was hij niet aanwezig. Hij gaf zijn stem aan de regent Surlet de Chokier en later aan Leopold van Saksen Coburg. Op 21 juli 1831 verwelkomde hij Leopold I namens de stad Brussel.
Bij de eerste parlementsverkiezingen op 12 september 1831 werd hij tot volksvertegenwoordiger verkozen. Hij behoorde er tot wat de 'linkerzijde' werd genoemd. Zoals hij in 1831 tegen het Verdrag der XVIII artikelen was, weigerde hij met het Verdrag der XXIV artikelen in te stemmen. Weliswaar nam hij niet aan de stemming deel en bleef gewoon afwezig. Hij kwam weinig tussen tijdens de debatten, maar stemde nogal systematisch tegen alle regeringsvoorstellen. In 1836 trok hij zich uit het parlement terug.
Rouppe bleef burgemeester tot aan zijn dood. Hij kreeg algemene lof voor zijn doortastend optreden tijdens de grote tyfusepidemie van 1832. Hij interesseerde zich aan onderwijskwesties. Zo was hij nauw betrokken bij de stichting van de Vrije Universiteit Brussel en hield hij de openingsrede op de installatiezitting. Vanaf 1836 werd hij door ziekten geplaagd. Toen hij op 3 augustus 1838 overleed, werd hij na een dienst in de kerk van Laken, op het kerkhof van Laken begraven. Meer dan 30.000 aanwezigen getuigden van zijn immense populariteit. Bij zijn graf werd een rede gehouden door advocaat Joseph Defrenne namens 'Les Amis Philanthropes'. Een rouwdienst werd twee dagen later opgedragen in de kerk van het Begijnhof. Kardinaal Fornari, nuntius in België (1842-43) had later vriendelijke woorden voor hem over. Rouppe was duidelijk de man geweest 'van alle bevolkingslagen en van alle nuances binnen de openbare opinie'.

## Rouppeplein
Naar hem werd een nieuw plein genoemd, het Rouppeplein, gelegen op het einde van de Zuidstraat. Een nationale geldinzameling werd aangewend om in 1848 een door Joseph Poelaert ontworpen bronzen fontein op te richten. Er werden ook fondsen ingezameld waarmee in 1840 een monument op zijn graf in Laken werd aangebracht.

## Publicaties
- Tableau statistique de la maison de détention et de refuge de Vilvorde, Brussel, 1809.